# Macedonia en los Juegos Olímpicos de Sídney 2000
Macedonia estuvo representada en los Juegos Olímpicos de Sídney 2000 por un total de 10 deportistas que compitieron en 5 deportes.  
El portador de la bandera en la ceremonia de apertura fue el piragüista Lazar Popovski.

## Medallistas
El equipo olímpico macedonio obtuvo las siguientes medallas:
| Nombre             | Deporte     | Competición |
| ------------------ | ----------- | ----------- |
| Oro                |             |             |
| —                  |             |             |
| Plata              |             |             |
| —                  |             |             |
| Bronce             |             |             |
| Mogamed Ibraguimov | Lucha libre | 85 kg M     |